# Eparchia św. Jozafata w Parmie
Eparchia św. Jozafata w Parmie – eparchia Kościoła katolickiego obrządku bizantyjsko-ukraińskiego w Stanach Zjednoczonych, z siedzibą w Parmie w stanie Ohio. Została erygowana 5 grudnia 1983 roku. Obejmuje parafie bizantyjsko-ukraińskie w stanach Ohio, Wirginia Zachodnia, Kentucky, Tennessee, Mississippi, Alabama, Georgia, Floryda, Karolina Północna, Karolina Południowa oraz w zachodniej części Pensylwanii.